# فقاعة الرياح النجمية

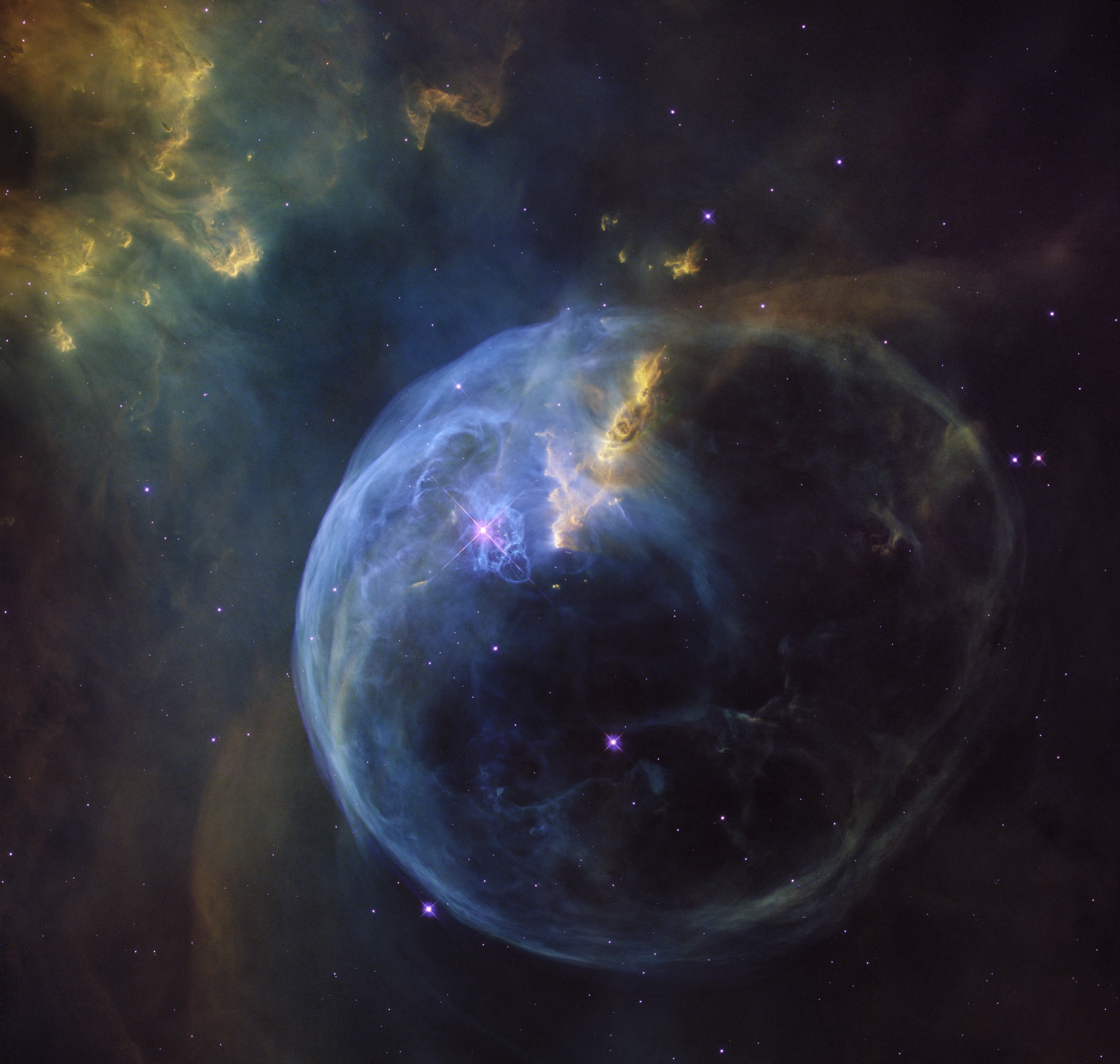
صورة واسعة المجال من مرصد هابل لسديم الفقاعة تكونت «الفقاعة» بفعل رياح نجمية من نجم مركزي ساخن ضخم يطلق علية.

في الفلك فقاعة الرياح النجمية هو تجويف يمتد لسنوات ضوئية. مليء بالغاز الساخن المنفوخ في الوسط بين نجمي بفعل الرياح النجمية التي تنتشر بسرعة عالية (آلاف الكيلومترات/ ثانية) من نجم ضخم واحد من النوع O أو B. وتهب أيضا رياح نجمية ضعيفة لتشكل هياكل فقاعات والتي تسمى أستروسفيرز (كرات-نجمية).هناك عوامل مختلفة يمكن أن تؤثر على شكل فقاعات الرياح النجمية، مما يعني أنها ليست كروية الشكل دائما على سبيل المثال سديم الهلال.
غلاف الشمس المطرود بفعل الرياح الشمسية يشكل فقاعة أستروسفيرز تشمل جميع الكواكب الرئيسية في النظام الشمسي وهذا مثال صغير على فقاعة الرياح النجمية.
فقاعات الرياح النجمية لها هيكل صدمة مزدوج. الرياح النجمية الآخذة في التوسع تصل إلى صدمة إنهاء داخلية، حيث تتحويل الطاقة الحركية إلى طاقة حرارية، مما يؤدي إلى تسخين الغاز إلى درجة حرارة 106 K في شكل بلازما عالية التأين. توسع الرياح الساخنة عالية الضغظ: ينتج صدمة في الغاز بين نجمي المحيط بها.وإذا كان الغاز المحيط كثيف بما فية الكافية (عدد كثافات {\displaystyle n>0.1{\mbox{ cm}}^{-3}} أو نحو ذلك) يبرد الغاز المتوسع أسرع بكثير من داخل الفقاعة الساخن، ويشكل طبقة رقيقة كثيفة نسبيا حول الرياح النجمية الساخنة.

## السوبرنوفا
عادة ما توجد أكثر النجوم الضخمة، ذات كتل تتراوح من ثمانية إلى ما يقرب من مائة كتلة شمسية ومن الأنواع الطيفية O وبداية B في مجموعات تسمى اتحاد نجوم-OB. نجوم-O الضخمة لديها رياح نجمية قوية، وتنفجر كل هذه النجوم كمستعرات عظمى في نهاية حياتها.
أقوى الرياح النجمية تنتج طاقة حركية قدرها 1051 إرج (1044 J) على مدى عمر النجم، وهو ما يعادل انفجار مستعر أعظم. هذه الرياح يمكن أن تشكل فقاعات رياح نجمية تمتد لعشرات السنوات الضوئية .
داخل اتحاد نجوم-OB، النجوم قريبة بما فيه الكفاية مما يؤدي إلى اندماج فقاعات الرياح، وتشكيل فقاعة عملاقة تسمى الفقاعة الفائقة. نجوم اتحاد-OB ليست مرتبطة بالجاذبية، ولكنها تنجرف بسرعة صغيرة (حوالي 20 كم ث -1)، وتستنفد الوقود بسرعة (بعد بضعة ملايين من السنين). ونتيجة لذلك، فإن معظم انفجارات السوبرنوفا تحدث داخل التجويف الذي شكلته فقاعات الرياح النجمية.